# Anni 1960
Gli anni 1960, comunemente chiamati anni Sessanta, sono il decennio che comprende gli anni dal 1960 al 1969 inclusi.

## Eventi, invenzioni e scoperte

### 1960

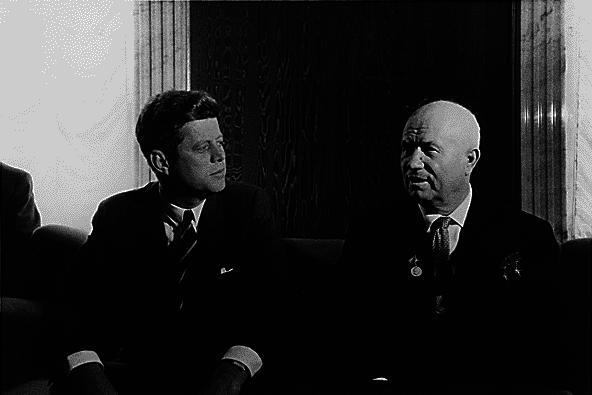
John Fitzgerald Kennedy e Nikita Sergeevič Chruščëv furono i protagonisti della guerra fredda e poi della distensione che caratterizzò gli anni Sessanta

- Ottengono l'indipendenza diciassette colonie africane.
- In Sri Lanka Sirimavo Bandaranaike, leader dell'LSFP, è la prima donna al mondo ad essere eletta primo ministro.
- Saltano gli accordi economici tra USA e Cuba che ne stipula di nuovi con l'URSS.
- Un terremoto uccide un terzo della popolazione di Agadir in Marocco.
- Il terremoto più forte del XX secolo si abbatte sul Cile con magnitudo 9,5. Il maremoto generato dalla scossa tellurica, oltre a distruggere tutti i villaggi lungo 800 km di costa, percorre 17000 km e arriva fino in Giappone, dall'altra parte dell'Oceano Pacifico.
- Inaugurazione della XVII Olimpiade a Roma.
- Negli Stati Uniti d'America viene inventato il Gel per capelli.

### 1961
- La concessione dell'indipendenza all'Algeria da parte della Francia provoca un tentato colpo di Stato organizzato dai generali ultranazionalisti che viene stroncato fermamente dal presidente Charles de Gaulle.
- Il 20 gennaio John Fitzgerald Kennedy diviene il 35º presidente statunitense. Con i suoi 43 anni è il secondo più giovane inquilino della Casa Bianca e propone le ambiziose sfide della "nuova frontiera" che conquistano gli americani.
- Il 12 aprile il cosmonauta sovietico Jurij Gagarin è il primo uomo a compiere un volo spaziale.
- Ad agosto i sovietici iniziano la costruzione del muro di Berlino.
- Il 4 novembre arriva il secondo canale.

### 1962
- Crisi dei missili di Cuba dal 15 al 28 ottobre
- L'11 ottobre Papa Giovanni XXIII pronuncia il Discorso della luna.

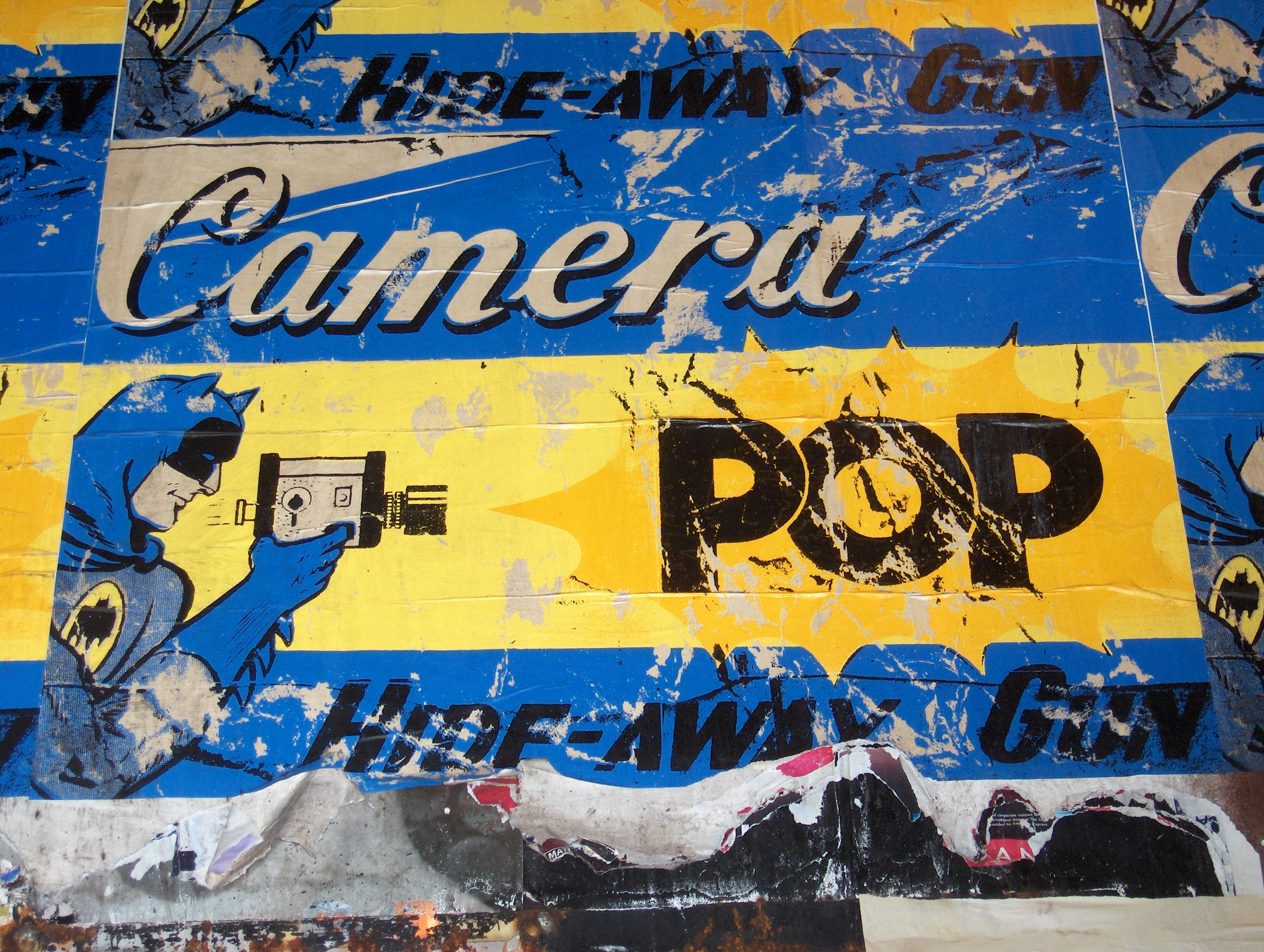
Si sviluppano le prime forme di Pop art

- Viene pubblicato il primo 45 giri dei Beatles: Love Me Do
- Marilyn Monroe il 4 agosto viene trovata morta nella camera da letto della sua casa di Brentwood, a Los Angeles, all'età di trentasei anni a causa di un'overdose di barbiturici.

### 1963
- Unione Sovietica e Stati Uniti d'America firmano un accordo per la sospensione dei propri esperimenti nucleari. Ma Francia e Cina non aderiscono e lanciano le proprie bombe atomiche nel 1964 e nel 1965.
- Martin Luther King marcia pacificamente su Washington, chiedendo insieme ad altre 200 000 persone, l'integrazione razziale. Il 28 agosto tiene lo storico discorso "I have a dream".
- Il 22 marzo Esce Please Please Me, il primo album dei Beatles.
- Il 3 giugno muore papa Giovanni XXIII che, nonostante la breve durata del suo pontificato, è stato uno dei pontefici più amati. Gli succede Giovanni Battista Montini che assume il nome di Paolo VI.
- Milano il 7 settembre Alessandro Mazzinghi conquista la corona di campione del Mondo dei Medi junior contro l'americano Ralph Dupas.
- Giulio Natta nel 1963 riceve il Nobel per la chimica per aver inventato la plastica
- Il 9 ottobre, un'enorme frana fa traboccare il bacino della diga del Vajont, la cui enorme ondata distrugge Longarone e altri paesi della valle. Muoiono 2 000 persone. Si parlerà di disastro annunciato, in quanto la pericolosità geologica della zona era a conoscenza della ditta costruttrice.
- Il 22 novembre a Dallas, Texas (Stati Uniti d'America) viene ucciso John Fitzgerald Kennedy, 35º presidente degli Stati Uniti d'America.
- Il 23 novembre la serie britannica di fantascienza Doctor Who esordisce nel Regno Unito sull'emittente BBC.

### 1964
- Nikita Sergeevič Chruščëv viene esautorato; gli succede Leonid Il'ič Brežnev (in carica fino al 1982).
- L'Inghilterra cede, dopo una lunga guerra (rivolta dei Mau-Mau) e concede l'indipendenza a Kenya, Malawi, Tanzania.
- Proseguono le guerre civili in Congo e in Biafra. L'intervento dei caschi blu delle Nazioni Unite, non riesce a cambiare le cose.
- Viene incarcerato in Sudafrica Nelson Mandela.
- Viene fondata a Gerusalemme, l'Organizzazione per la Liberazione della Palestina.
- Il 2 luglio viene firmato negli Stati Uniti il Civil Rights Act, una legge federale che pone fine alla segregazione razziale nelle scuole, nei luoghi di lavoro e in tutti i servizi pubblici.
- L'inglese Mary Quant inventa la minigonna, che suscita scandalo ma conquista subito le nuove generazioni.

### 1965
- Vengono inviate truppe americane nel Vietnam del Sud.
- Viene assassinato Malcolm X, mentre viene arrestato Martin Luther King.
- Papa Paolo VI chiude solennemente l'8 dicembre il Concilio Vaticano II.
- Nell'ottobre viene inventato il primo "personal computer", dalla Olivetti.
- Viene inaugurato il traforo del Monte Bianco.
- Il 9 novembre 1965 a New York, per 12 ore si verifica un black out.
- Il 30 dicembre Ferdinand Marcos viene eletto 10º presidente delle Filippine.
- Il 24 gennaio muore a Londra Winston Churchill, politico, storico, scrittore e militare britannico.
- La Kodak avvia la commercializzazione delle pellicole Super 8.

### 1966
- In Cina, Mao Tse-tung crea il movimento delle guardie rosse a sostegno della grande rivoluzione culturale.
- Il 30 luglio l'Inghilterra vince il Campionato mondiale di calcio 1966.
- Inizia in Bolivia la guerriglia contro la dittatura di Barrientos. La rivolta è capeggiata dal cubano di origine argentina Ernesto Guevara, detto Che.
- La signora Indira Gandhi diventa il primo ministro dell'India.
- Il 4 novembre 1966 l'Arno straripa su Firenze; la laguna sommerge Venezia e le isole.
- Esordisce l'8 settembre Star Trek la serie televisiva ideata da Gene Roddenberry.

### 1967
- In Grecia, con un colpo di Stato, si instaura una dittatura di destra, guidata dal colonnello Geōrgios Papadopoulos.
- 1º giugno esce Sgt. Pepper's Lonely Hearts Club Band, 8º album dei Beatles, che diventa il più famoso album della storia del rock nonché il primo concept album della storia.
- In seguito alla vittoria nella guerra dei sei giorni, Israele sconfigge una coalizione composta da Egitto, Siria, Giordania, Arabia Saudita e occupa l'intera Palestina.
- Le truppe nigeriane occupano il Biafra. Esplode un conflitto che durerà diversi anni e che provocherà moltissime vittime fra i civili a causa della fame e della carestia. La popolazione lascia in massa il paese.
- Francisco Franco ratifica la legge di successione che porterà Juan Carlos di Borbone a diventare re di Spagna.
- Ernesto Guevara più noto come Che Guevara, El Che, Il Che o più semplicemente Che, rivoluzionario e guerrigliero argentino, viene ucciso il 9 ottobre dall'esercito boliviano.
- Il 3 dicembre 1967 a Città del Capo viene effettuato il primo trapianto di cuore della storia della medicina, per opera del chirurgo Christiaan Barnard. Il ricevente Louis Washkansky muore 20 giorni dopo per una complicanza dell'intervento.

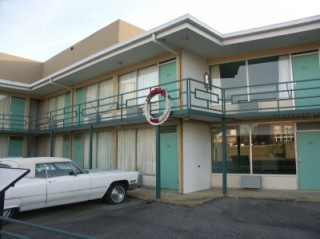
Il Lorraine motel, luogo dove avvenne l'assassinio di Martin Luther King

### 1968
- Scoppia in Cecoslovacchia la "primavera di Praga". Alexander Dubček diventa segretario del partito e lancia la sua idea di un "comunismo dal volto umano" dissociandosi dal regime sovietico. Ad agosto i carri armati del Patto di Varsavia invadono il paese e riportano la "normalità". Il giovane Jan Palach si darà fuoco per protesta in piazza San Venceslao a Praga.
- A marzo i Viet Cong lanciano l'"offensiva del Tet", con accaniti bombardamenti su Saigon. Gli Stati Uniti sono costretti ad avviare trattative con il Vietnam del Nord.
- Il 4 aprile viene assassinato Martin Luther King. Pochi mesi dopo, il 6 giugno 1968, a Los Angeles, viene ucciso anche Robert Kennedy, candidato alle presidenziali.
- 26 maggio, Milano, San Siro: Alessandro Mazzinghi riconquista il titolo di campione del Mondo WBA-WBC contro il coreano Kim Soo Kim.
- Il 6 novembre, Richard Nixon viene eletto presidente degli Stati Uniti.
- 24 dicembre: Gli astronauti Frank Borman, Jim Lovell e Bill Anders diventano i primi esseri umani a raggiungere la Luna e ad orbitarci attorno.
- Negli Stati Uniti, esplode il "fenomeno hippy": gruppi di giovani, animati da ideali pacifisti e anarchici, propongono il ritorno alla natura e protestano contro la guerra del Vietnam.
- La contestazione studentesca dilaga in tutt'Europa: a Parigi, esplode il "maggio francese", accanto agli studenti, protestano gli operai. Charles de Gaulle usa l'esercito per reprimere le manifestazioni, attirandosi l'accusa di "fascista", ma alle successive elezioni è rieletto con una maggioranza schiacciante.
- In tutt'Italia si susseguono le contestazioni studentesche ed operaie che poi prenderanno il nome di "Sessantotto". Gli studenti occupano le principali università italiane e a Valle Giulia, Roma, presso la facoltà di architettura avvengono scontri durissimi fra gli studenti e la polizia. Nascono numerose organizzazioni alla sinistra del PCI, la cosiddetta "sinistra extraparlamentare" che accusano il partito comunista di aver abbandonato la strada della rivoluzione.

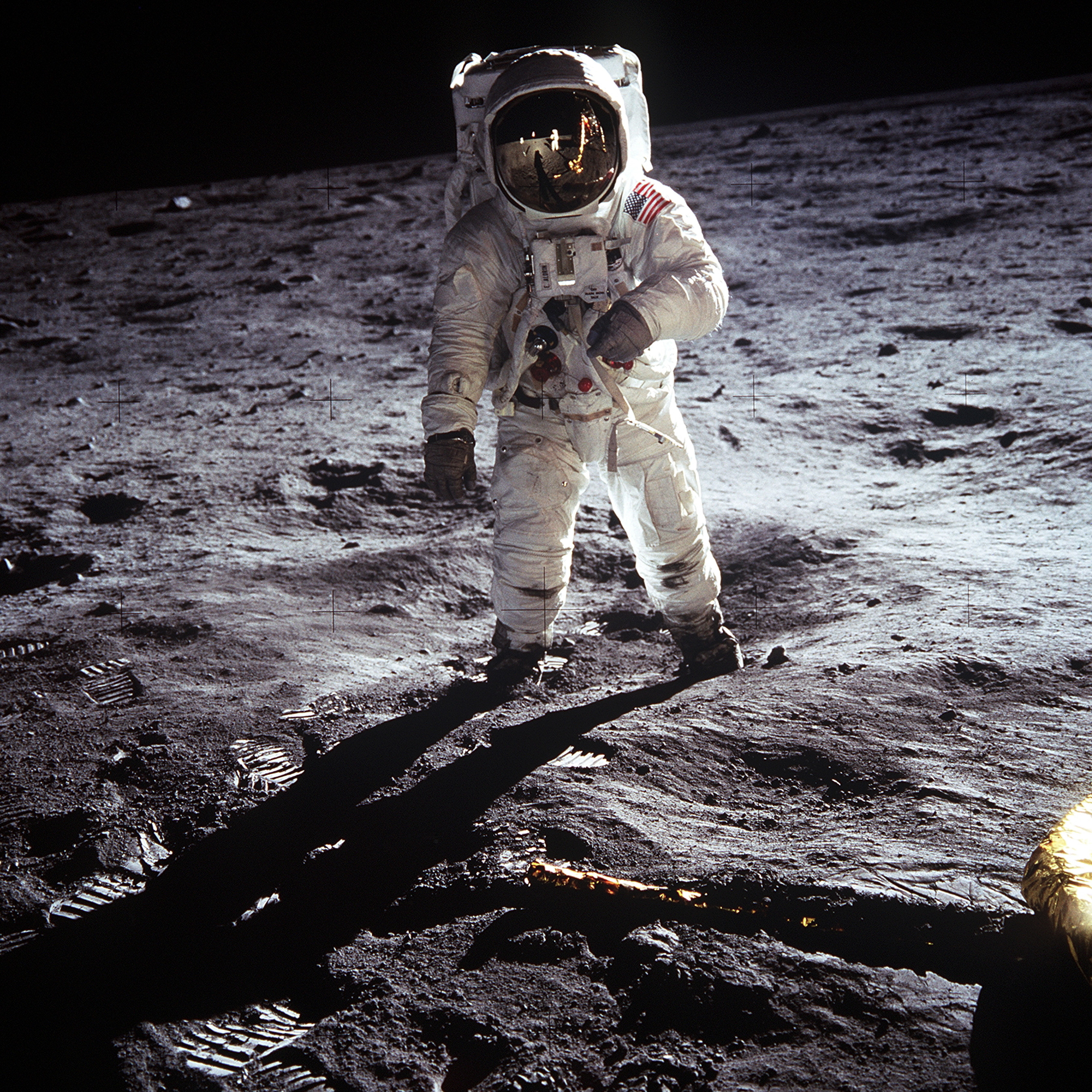
Buzz Aldrin fotografato sulla superficie della Luna 1969

### 1969
- Il 30 gennaio i Beatles si esibiscono dal vivo per l'ultima volta.
- Il 1º febbraio viene effettuato il primo volo del quadri-jet Boeing 747.
- 3 giugno - Mar Cinese Meridionale: la collisione tra la portaerei "Melbourne" della Marina australiana e il cacciatorpediniere statunitense "Evans" durante esercitazioni SEATO provoca la morte di 74 membri dell'equipaggio della Evans.
- Tra il 27 e il 28 giugno a New York si verificano i moti di Stonewall, considerati il momento di nascita del movimento di difesa della comunità LGBT.
- Il 21 luglio gli astronauti americani Neil Armstrong e Buzz Aldrin sono i primi uomini ad aver camminato sulla Luna.
- Iniziano ad Helsinki i primi colloqui fra Stati Uniti d'America e Unione Sovietica per la limitazione delle armi strategiche.
- Tra l'8 e il 9 agosto avviene l'eccidio di Cielo Drive, per mano dei seguaci di Charles Manson, che porterà all'uccisione di cinque persone, tra cui l'attrice Sharon Tate.
- A Woodstock, vicino a New York, si tiene un imponente raduno di hippy e vi si organizza per l'occasione un grande concerto che resterà nella storia della musica.
- Il 1º settembre Muʿammar Gheddafi sale al potere in Libia in seguito a un colpo di Stato militare.
- In ambito televisivo il 13 settembre viene creato Scooby-Doo uno dei cartoni animati più famosi ancora agli inizi del ventunesimo secolo.
- Costruzione del primo prototipo dell'aereo supersonico per il trasporto civile Concorde.
- Strage di piazza Fontana. Il 12 dicembre viene fatto scoppiare un ordigno nel centro di Milano, presso la Banca Nazionale dell'Agricoltura, che causò 17 morti e 88 feriti. Considerata «la madre di tutte le stragi», il «primo e più dirompente atto terroristico dal dopoguerra», «il momento più incandescente della strategia della tensione» e da alcuni ritenuto l'inizio del periodo passato alla storia in Italia come anni di piombo.

## Musica

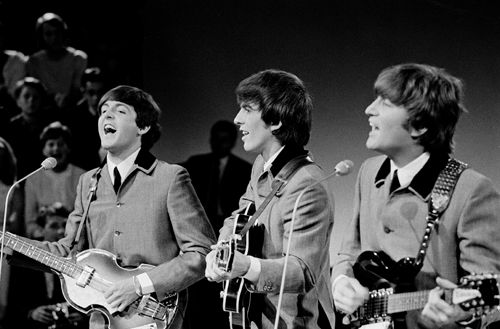
Nascono i Beatles, divenuti uno dei maggiori esponenti della musica degli anni sessanta

- Nel 1963 esce il primo album dei The Beatles, intitolato Please Please Me e riscuote un ottimo successo.
- Dal 1964 al 1967 inizia il fenomeno della British invasion, maggiori rappresentanti di questo periodo sono stati gruppi come The Beatles, The Rolling Stones, The Who, The Yardbirds, The Animals, Them ecc.
- Nel 1964 nasce il duo Sonny & Cher.[1]
- Nel 1965 nasce il primo nucleo dei Pink Floyd e i The Doors, due gruppi tra i primi esponenti del rock psichedelico e importanti precursori del rock progressivo.
- Nel Febbraio 1966, a Bologna nascono i Pooh, storico gruppo italiano durato 50 anni.
- Nel 1967 esce il primo album dei Velvet Underground in collaborazione con Nico, prodotto da Andy Warhol, intitolato The Velvet Underground & Nico.
- Nel 1967 nascono i Genesis e un anno dopo i King Crimson che verranno annoverati due dei gruppi più importanti del Rock progressivo.
- Nel 1968 va in onda in "Comeback Special" dell'NBC, che segna il ritorno sulle scene di Elvis Presley.
- Sempre nel 1968 nascono le band dei Black Sabbath, Deep Purple e Led Zeppelin che verranno considerati come i maggiori esponenti e precursori della musica Hard rock ed Heavy metal.
- Nel 1969 si svolge a Bethel (New York) l'epocale festival di Woodstock, culmine della controcultura hippy del decennio. Le esibizioni di artisti come Jimi Hendrix, Joan Baez, Janis Joplin e gli Who entreranno negli annali della storia della musica.

## Cinema
Il cinema statunitense inizia a prevalere in tutto il mondo e il film che ha avuto più importanza e successo in questo decennio è stato Tutti insieme appassionatamente, uscito nel 1965; ma proprio nello stesso periodo, in buona parte del decennio fin verso la sua fine, vive un periodo di crisi per motivi di varia natura, soprattutto di pubblico, da cui si svilupperà la cosiddetta Nuova Hollywood, inaugurata nel 1967 con film come Il laureato, Gangster Story e Easy Rider, di due anni dopo.
Nel 1960 Ben-Hur consegue 11 premi Oscar, mentre nel 1962 il musical West Side Story ne vince 10. Nello stesso anno debutta sul grande schermo la serie dell'agente 007. Altri film che hanno avuto grande successo negli anni sessanta sono stati:
- Psyco
- 2001: Odissea nello spazio
- Mary Poppins
- Colazione da Tiffany
- Tutti insieme appassionatamente
- Il pianeta delle scimmie
- Il libro della giungla
- Il laureato
- La Pantera Rosa
- Gli uccelli
- Spartacus
- Easy Rider

Inaugurazione dello spaghetti-western con Per un pugno di dollari di Sergio Leone.

## Politica
Nel mondo della politica in questo decennio spiccano il presidente John Fitzgerald Kennedy, assassinato il 22 novembre 1963. Martin Luther King, sostenitore dei Diritti civili, anch'egli assassinato, e Lyndon B. Johnson, 36º presidente degli U.S.A.

## Scienza
La Corsa allo spazio tra gli Stati Uniti d'America e l'Unione Sovietica ha dominato nei primi anni sessanta. Il primo uomo nello spazio, Jurij Gagarin, viene lanciato il 12 aprile 1961 sulla Vostok 1. Il giorno 20 luglio del 1969 avviene il primo allunaggio dell'essere umano. La prima missione fu l'Apollo 11 comandata dal celebre Neil Armstrong.
Nel 1962 Watson, Crick e Wilkins vincono il premio Nobel per la medicina per la loro scoperta della struttura a doppia elica del DNA.
Il 25 luglio 1967 in Sudafrica viene effettuato da Christiaan Barnard il primo trapianto di cuore.
Sempre nel 1967, gli scienziati Morgan e McKenzie elaborano la teoria della tettonica a placche.
Questo decennio è ricco di innovazioni come per esempio il primo videogioco per computer inventato nel 1962 che si chiama Spacewar! (vedi Videogiochi negli anni sessanta), il Dual-tone multi-frequency per i telefoni, Sketchpad uno dei primi programmi utilizzati di grafica per computer, il mouse, il primo Floppy disk nel 1967, i primi registratori a cassette (la prima audiocassetta venne presentata dalla Philips alla fine del 1962) e videoregistratori, i primi sportelli automatici per il prelievo di contanti nelle banche, l'introduzione del linguaggio di programmazione Basic nel 1966 e molto altro.
Nel 1960 la rete radiofonica americana KDKA-FM esegue le prime trasmissioni in modulazione di frequenza. Nello stesso anno viene costruito il primo laser.
Nel 1968 la Honda produce la CB 750, la prima Superbike.
Nel 1969 viene costituita ARPANET, la rete del dipartimento della difesa degli Stati Uniti d'America, embrione di Internet.

## Personaggi
- Papa Giovanni XXIII
- Papa Paolo VI
- Lyndon B. Johnson
- John Wayne
- Clark Gable
- Bing Crosby
- Frank Sinatra
- Richard Nixon
- John Fitzgerald Kennedy
- Martin Luther King
- Malcolm X
- Nelson Mandela
- Jan Palach
- Nikita Sergeevič Chruščëv
- Fidel Castro
- Leonid Il'ič Brežnev
- Charles de Gaulle
- Konrad Adenauer
- Ludwig Erhard
- Harold Macmillan
- Alec Douglas-Home
- Harold Wilson
- Gamal Abd el-Nasser
- David Ben Gurion
- Levi Eshkol
- Mao Tse-tung
- Kim Il-sung
- Indira Gandhi
- Jurij Gagarin
- Neil Armstrong
- Sophia Loren
- Gina Lollobrigida
- Brigitte Bardot
- Jimi Hendrix
- Marilyn Monroe
- Bob Dylan
- The Rolling Stones
- The Beach Boys
- The Beatles
- Che Guevara
- Timothy Leary
- Charles Manson
- Ho Chi Minh
- Alfred Hitchcock
- Sergio Leone
- Andy Warhol
- Louis Armstrong
- Elvis Presley
- Jim Morrison
- Joan Baez